# Diégo (bande dessinée)
Pour les articles homonymes, voir Diego.
Diégo est une série de bande dessinée franco-belge créé en 1962 par Herbert et Charles Jadoul dans le no 1287 du journal Spirou. Elle se compose de deux histoires de 44 planches chacune.

## Personnages
Diego Montalban, le héros de la série, est le représentant du bon droit. Il s'agit d'un très jeune homme, fortuné puisqu'il finance lui-même l'expédition au « Biro u».
Esteban est son cousin, plus âgé et plus dur, chef de l'expédition. Assommé et jeté à l'eau à la suite d'une méprise, il est présumé noyé et ne reparaît qu'à la fin du premier épisode. 
Manolo Jimenez, homme ambitieux et déterminé, se joint à l'expédition et devient le second d'Esteban. Personnage réaliste comme on en voit rarement dans la bande dessinée, Manolo reste loyal aussi longtemps que sa vie n'est pas sérieusement menacée.
Frère Iago est un prêtre espagnol au ventre rebondi : il est incapable de résister au péché de gourmandise quand un mets appétissant lui est présenté.
Capanqui est un jeune indien qui cherche à retourner vers son village. Il servira de guide à l'expédition. Il n'est pas présent dans la deuxième histoire.
Joao da Cunha est un portugais déjà installé au « Birou » depuis plusieurs années. Il servira d'interprète à Diego et à ses compagnons après leur arrivée chez les Incas. Ses talents de diplomate seront fort utiles. 
Sancho, coupe-jarret au début de l'aventure, se joint à l'expédition de Diego et restera du côté des « bons » en dépit de son passé douteux. C'est un gaffeur.

## Histoire
Nous sommes en 1515 ; Diego Montalban est un adolescent qui compte se rendre dans ce pays fabuleux qu’on nomme Birou. Capanqui, un jeune Indien à qui il a sauvé la vie, lui servira de guide. Son cousin, Esteban, officier dans l’armée du roi, l’accompagne ainsi qu’un prêtre, frère Iago, et une bande de tire-laine qui leur serviront d’escorte.
L’expédition part de la ville de Nombre de Dios dans l’actuel Panama et se dirige vers Cuzco. Cette première aventure est surtout le prétexte d’évoquer la civilisation inca par de nombreux aspects de la vie quotidienne. C’est en quelque sorte un prolongement incasique des histoires de l’oncle Paul. D’une manière générale, Jadoul qui est responsable du scénario s’en tire plutôt très bien dans la mesure où non seulement ces anecdotes sont vraies mais elles s’intègrent harmonieusement dans l’histoire. Il sait jouer de l’étonnement des voyageurs occidentaux découvrant d’autres mœurs, d’autres animaux tels que lamas et iguanes ou encore d’autres moyens de locomotion tels que les balses, immenses radeaux très stables, parfaitement adaptés aux conditions locales.
Certains spécialistes tiqueront sur quelques erreurs. A titre d’exemple, il est dit que Nombre de Dios fut fondée par Pizarre , alors que le véritable fondateur était Diego de Nicuesa. 
En revanche, Jadoul est beaucoup moins efficace dans sa partie romanesque, ses péripéties étant souvent assez naïves.
Le second épisode démarre en 1516 à Cuzco où l’un des fils (fictif) de l’Inca tente un coup d’état imparfaitement réussi dans la mesure où le souverain part se réfugier au Machu Pichu, orthographié ici Matchu-Pitchu. Après quelques mésaventures, nos héros rejoignent le refuge de l’Inca et vont devoir faire face aux armées ennemies.
Il va de soi qu’on est ici dans la plus grande fantaisie historique, aucun Européen n’ayant mis les pieds au Machu Pichu avant sa découverte par Hiram Bingham en 1911. Décrire cet endroit comme une forteresse est aussi discutable dans la mesure où les spécialistes pensent aujourd’hui qu’il s’agissait très vraisemblablement d’un lieu de culte. A la décharge de Jadoul, faire de Machu Pichu une citadelle était à l’époque de sa rédaction une hypothèse plausible. 
À la fin du second épisode, Diego et une bonne partie de ses compagnons s’enfuient, l’empereur ayant exigé qu'ils lui livrent les secrets de la poudre à canon, ce que leur conscience leur interdit de faire.
C’est le prétexte pour l’auteur de faire redescendre ses personnages par l’Amazone, où ils se retrouvent justement attaqués par des Amazones. Sauvés in extremis par un navire espagnol, ils rêvent, dans la dernière planche, de trouver un éventuel passage entre l’Atlantique et le Pacifique, appelé à l’époque Mer du Sud. C’est Magellan qui trouvera ce passage quatre ans plus tard.

## Intérêt de la série
Plus que les péripéties elles-mêmes, assez conventionnelles, c'est l'aspect documentaire qui fait tout l'intérêt de cette bande. Si pour des raisons romanesques Jadoul s'écarte de la vérité historique, les détails qu'il donne sur la civilisation inca sont en revanche historiques. Il y a parfois des doutes. Ainsi, Iago va consommer du chocolat qu'il trouve fort bon. Or le chocolat était connu des Mayas et des Aztèques mais a priori pas des populations incas. L'anecdote, se déroulant aux confins du Panama, reste plausible. En revanche, tous les contemporains européens trouvaient la boisson amère. Ce n'est qu'avec l'adjonction du sucre que la mode du chocolat prit réellement son essor.
Quoi qu'il en soit, Jadoul essaie d'inculquer de vraies connaissances à ses lecteurs et présente l'empire inca sous son véritable nom, Tahuantinsuyu, qui veut dire en quecha « quatre en un », mais qui peut aussi se traduire par « quatre régions » ou encore parfois « le pays des quatre vents » et qui donne ici le titre de la première histoire.

## Publication

### Spirou
Certaines pages sont en couleurs d’autres en bichromie, comme il était fréquent à l’époque.
1. Le Pays des quatre vents, 44 planches, no 1287-no 1308 (1962-63)
2. Les Assiégés de Matchu-Pitchu, 44 planches, no 1328-no 1349 (1963-64)

### Album
- 1 Le Pays des quatre vents, Éditions de l’Âge d’Or, Charleroi, octobre 2005
Scénario : Charles Jadoul - Dessin :  Herbert - Couleurs : n&b -  (ISBN 2960046447)